# Roland TB-303

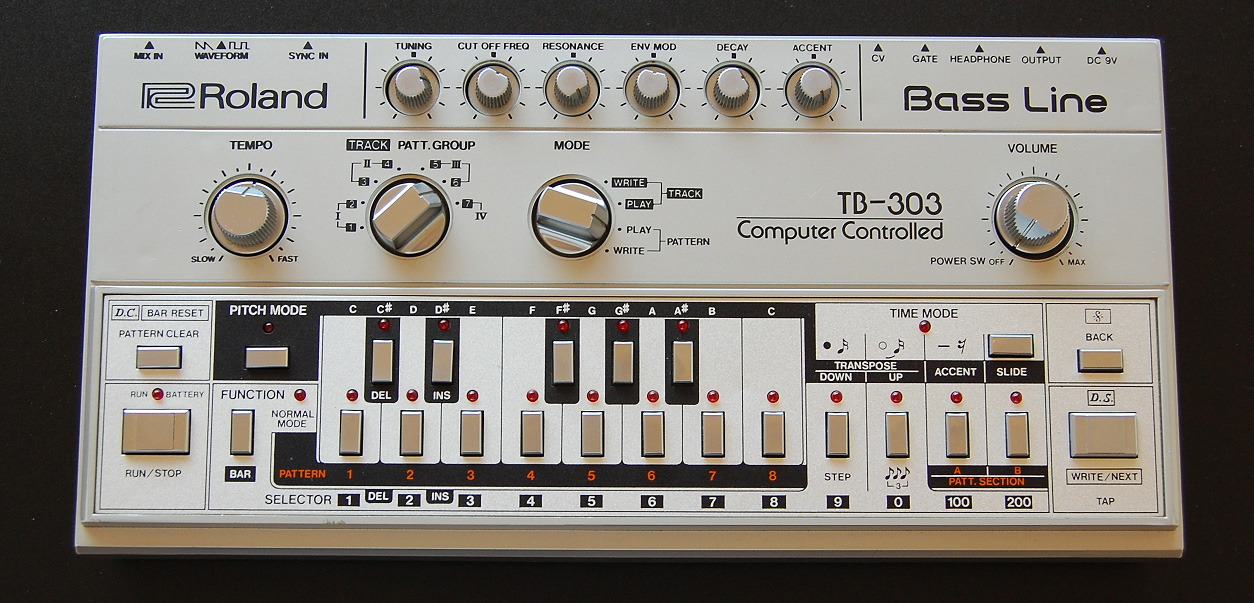
Roland TB-303

Die TB-303 ist ein analoger Synthesizer des japanischen Unternehmens Roland, der 1981 auf den Markt kam. Mit seinem charakteristischen Klang hat das Gerät die Musikrichtungen Acid House und Acid Techno maßgeblich geprägt und ist auf dem Gebrauchtmarkt inzwischen zu einer Rarität mit Kultstatus geworden.

## Beschreibung

### Technik
Die TB-303 ist ein monophoner Analogsynthesizer. Die Klangsynthese beschränkt sich auf einen Oszillator mit zwei Wellenformen (Sägezahn und Rechteck) als Klangquelle, eine modulierende AD-Hüllkurve sowie einen Tiefpassfilter (VCF) mit einstellbarer Resonanz. Die Einstellungen des Filters und der Hüllkurve lassen sich in Echtzeit durch Drehpotentiometer verändern und die Klangfarbe so variieren. Beim Filter handelt sich um eine Variation der Moog-Kaskade mit einer Flankensteilheit von nominell 18 dB und rechnerisch 24 dB je Oktave. Es arbeitet mit Dioden als Ersatz für die Transistoren und besitzt eine zusätzliche Hüllkurve. Auf diesem Filter beruht, neben der äußerst charakteristischen Verzerrung, in der Hauptsache der Klangcharakter dieses Synthesizers.
Da aus Kostengründen darauf verzichtet wurde, einzeln selektierte Bauteile niedriger Toleranz zu verwenden, klingen die einzelnen TB-303-Modelle untereinander nicht genau gleich.
Der integrierte Stepsequenzer kann für jeden Schritt einzeln darauf programmiert werden, den Ton zu halten und die Tonhöhe nicht augenblicklich, sondern als Portamento hörbar langsamer an die programmierte anzunähern (Slide). Aufgrund der billigen Verarbeitung der Tasten neigen diese zum Prellen, so dass es bei altgedienten Geräten oft schwer vorhersagbar ist, wie viele Töne man mit einem Tastendruck eingibt.
Mit einem passenden Kabel (DIN-Sync) kann das Gerät mit den Drumcomputern von Rolands TR-Reihe synchronisiert werden. Einen MIDI-Anschluss besitzt das Gerät nicht.

## Geschichte

### Ursprüngliche Entwicklung als Bass-Begleitgerät
Das Gerät erschien 1981 gleichzeitig mit der Roland TR-606, einem ebenfalls mittels Stepsequenzer programmierbaren Drumcomputer im verwandten Design, der seinerseits ein Nachfolger der legendären Roland TR-808 ist. In Deutschland kam das Gerät 1982 auf den Markt. Der Listenpreis betrug 395 US-Dollar, in Deutschland 730 DM. Entwickelt wurde es von Tadao Kikumoto, der später auch die Roland TR-909 entwarf.
Das „TB“ im Namen steht für „Transistor Bassline“ und verrät den ursprünglichen Verwendungszweck des Geräts, das als Ersatz für einen den Musiker begleitenden E-Bassisten gedacht war. Der Synthesizer war ursprünglich für Sologitarristen konzipiert, um diesen mit der Kombination von TB-303 und TR-606 eine kostengünstige Schlagzeug- und Bass-Begleitung zu ermöglichen. Aufgrund seines unnatürlichen Klanges war das Gerät bei der eigentlichen Zielgruppe jedoch nicht erfolgreich, und die Produktion wurde bereits 1984 wieder eingestellt.

### Neuentdeckung im Zuge des Acid House
1985 entdeckte der in Chicago lebende Musiker DJ Pierre der Gruppe Phuture, Nathan Jones, dass sich mit der TB-303 durch „extreme“ Einstellungen entgegen dem ursprünglichen Verwendungszweck ein neuartiges, futuristisch anmutendes Zwitschern, Kreischen und Blubbern erzeugen ließ. 1987 brachte er mit Acid Tracks ein 12-minütiges, minimalistisches Stück heraus, das zu weiten Teilen auf diesem an Säure (englisch „acid“) erinnernden Klang der TB-303 basierte. Der „Acid-Sound“ beruhte unter anderem auf der Selbstoszillation des Filters, also einer hoch eingestellten Resonanz.
Acid Tracks, das bereits vor der offiziellen Veröffentlichung auf dem House-Label Trax Records einige Male im Chicagoer Warehouse gespielt wurde, avancierte sofort zum Hit in der noch jungen House-Szene und sorgte für eine ganze Welle an ähnlichen Tracks, die meist in Kombination mit Drumcomputern wie der TR-808, der TR-606, der TR-909 oder der TR-707 produziert wurden. So begründete Acid Tracks einen neuen, eigenständigen und einflussreichen Musikstil, den Acid House, aus dem sich später auch der schnellere und härtere Acid Techno entwickelte.
Auch heute noch wird der Klang der TB-303 gerne für Produktionen von Techno, House, Goatrance und anderen Stilen der elektronischen Tanzmusik eingesetzt.

### Kultstatus
Als das für den „Acid-Sound“ verantwortliche Gerät wurde die TB-303 im Laufe der Jahre immer begehrter. Durch die begrenzte Verfügbarkeit des nur kurze Zeit produzierten Gerätes und die wachsende Nachfrage stieg der Preis auf dem Gebrauchtmarkt enorm. Auch die Versorgung mit Ersatzteilen wurde im Lauf der Zeit immer knapper; laut Roland Deutschland sind weltweit bis auf ein paar mechanische Kleinteile keinerlei Ersatzteile mehr verfügbar. Im Zuge des RE-303-Projektes, einem technisch quasi identischen 1:1 DIY-Nachbau, hat sich die Ersatzteillage jedoch zwischenzeitlich deutlich entspannt. So sind ursprünglich nicht mehr beschaffbare Bauteile wie bspw. der BA662 wieder als Nachbau verfügbar. Einwandfreie Gebrauchtgeräte erreichen heute das bis zu Zehnfache ihres ursprünglichen Verkaufspreises; unbenutzte Geräte in ihrer Originalverpackung sind extrem seltene Sammlerware.

### Nachfolger
Mit der TB-3 Touch Bassline brachte Roland im Jahr 2014 einen offiziellen Nachfolger der TB-303 auf den Markt. Das Gerät modelliert mit Hilfe einer „Analog Circuit Behaviour“ genannten Technologie das Schaltungs- und damit das Klangverhalten der TB-303 auf digitalem Wege in einem FPGA und bietet einige über das Originalgerät hinausgehenden Effekte und Einstellmöglichkeiten, wird jedoch anders als das ursprüngliche Gerät über einen Touchscreen bedient.
2016 erschien im Rahmen der Boutique-Serie die Roland TB-03, die sich im Gegensatz zur TB-3 auch optisch am Originalgerät orientiert.
Der Accent Envelope wurde bei der TB-3 und der TB-03 nicht modelliert. Anstatt einen Accent Envelope zu triggern, findet lediglich eine statische Modulation statt. In der Folge unterscheidet sich die Transkription einer gegebenen TB-303-Sequenz vom Original: Um dem Klangverhalten näher zu kommen, sind hinter Schritten mit aktivem Accent jeweils zusätzliche Accents zu setzen.

## Nachbauten und Software-Emulatoren

### Nachbauten
Mit der ML-303 von Acidcode sowie der x0xb0x von Adafruit wurde versucht, technisch identische Klone der TB-303 herzustellen, wobei die ML-303 in der Version 5 und 6 im Idealfall komplett mit Originalbauteilen aus Restbeständen aufgebaut war. Sogar die Position der einzelnen Bauteile auf der Platine entspricht dem Original. Damit kommt man dem Sound der echten TB-303 sehr nahe. Die x0xb0x hat wiederum den Vorteil, dass die Klangerzeugung komplett analog ist. Auch hier sind die Bauteile die gleichen wie seinerzeit in der TB-303: 2SC2291- und 2SC1583-Transistoren, 2SC536F- und 2SA733P- bzw. 2SA733AP-Transistoren. Diese Bauteile werden von Bastlern aus Restbeständen in aller Welt aufgekauft, um möglichst viele der begehrten x0xb0xen bauen zu können. Die x0xb0x ist Freie Hardware und wird unter der MIT-Lizenz veröffentlicht.
Daneben existieren bis heute zahlreiche Nachbauten, welche die hohe Nachfrage nach der 303 zu erschwinglichen Preisen zu befriedigen versuchen. Beispiele dafür sind die Bassline von Acidlab, der Analogic TT-303 Bass Bot Synthesizer von Cyclone oder die im Jahr 2019 erschienene TD-3 von Behringer in mehreren Versionen.
Aufgrund einiger spezieller Eigenarten der in den ursprünglichen Geräten verwendeten elektronischen Bauteile (insbesondere ihrer zum Teil erheblichen Fertigungstoleranzen) ist der Sound einer „echten“ TB-303 mit neuer Technik jedoch nur schwer nachzuahmen. Da aktuelle Vergleichstypen dieser Bauteile „nur“ mit erheblich besseren Eigenschaften erhältlich sind, ist es schwierig, eine TB-303 klanggetreu nachzubauen. Zudem beeinflussen sich verschiedene Bauteile der ursprünglichen TB-303 gegenseitig, was sich ebenfalls nicht ohne Weiteres reproduzieren lässt. Der MB-33 von MAM beispielsweise arbeitet zwar mit einem originalgetreuen Nachbau der Klangerzeugungseinheit, doch die fehlenden Originalbauteile erzeugen einen eher sterilen, „zu“ sauberen Klang. Im Jahr 2015 stellte Din Sync jedoch das RE-303-Projekt vor, welches eine Replik der TB-303 darstellt. Es handelt sich um ein reines DIY-Projekt und es sind für den originalgetreuen Nachbau einige Komponenten aus alten Lagerbeständen („New Old Stock“) erforderlich. Der praktisch unmöglich zu beschaffende BA-662 OTA IC wurde durch diskrete Komponenten nachgebaut. Das Gerät ist bei Bestückung mit entsprechenden Komponenten klanglich nicht vom Original zu unterscheiden. Ein weiteres Gerät, welches das Layout der Originalplatine der TB-303 übernommen hat, um das Original klanglich exakt nachzubilden, ist die Avalon Bassline von Abstrakt Instruments. Dieser Synthesizer verfügt über einige Erweiterungen, welche sich jedoch auf einer unabhängigen Platine befinden. Die Platine der TB-303 wurde inklusive der Stromversorgung separat ausgeführt, um den Einfluss von Leckströmen auf den Klang originalgetreu zu reproduzieren. Da die Versorgung mit den erforderlichen raren Bauteilen nicht mehr gegeben ist, wurde angekündigt, dass nach einer letzten Produktionsserie im Jahre 2022 keine weiteren Exemplare der Avalon Bassline mehr produziert werden.

### Software-Emulatoren
Im Laufe der Zeit wurden zahlreiche Software-Emulatoren entwickelt, um die Klangerzeugung der 303 am Computer zu imitieren (z. B. Propellerheads ReBirth RB-338 oder Audiorealisms Bassline). Auch von Roland selbst gibt es inzwischen einen Emulator als Plugin sowie eine Emulation klassischer Roland-Geräte (u. a. der 303) als Webanwendung. Aufgrund der begrenzten Rechenzeit sind jedoch Analogschaltungen mit einer Komplexität der TB-303 auch mit modernsten CPUs nicht in allen Details nachzustellen. Das Hauptproblem bei der Emulation ist die digitale Simulation einer aus der Analogtechnik bekannten Verzerrung. Insbesondere dieses Phänomen gilt als sehr schwierig digital zu emulieren, weswegen viele Kenner des originalen Sounds glauben, einen Klon oder Emulator allein schon daran erkennen zu können. Abhilfe schaffen hier echte analoge Verzerrer, die hinter den analogen Ausgang des digitalen Klangerzeugers eingemischt werden. Man erzielt sogar mit einem bewusst übersteuerten Eingangsverstärker in einem analogen Mischpultkanal meist ein viel besseres Ergebnis als mit den meisten Emulatoren.